# 168 (số)
168 (một trăm sáu mươi tám) là một số tự nhiên ngay sau 167 và ngay trước 169.